# Elasmoscelis rhodesiana
Elasmoscelis rhodesiana är en insektsart som beskrevs av William Lucas Distant 1910. Elasmoscelis rhodesiana ingår i släktet Elasmoscelis och familjen Lophopidae. Inga underarter finns listade i Catalogue of Life.